# Mônica Agena
Mônica Agena (Santos, 23 de março de 1979) é uma compositora, cantora e guitarrista e produtora musical brasileira.
Após atuar durante anos como musicista acompanhante de artistas, como Fernanda Takai, Natiruts, Emicida e Arrigo Barnabé, adota o nome Moxine para exercer sua veia Rock n' Roll, assumindo o papel de front woman.

## Biografia
Mônica Agena mudou-se para São Paulo com quatro anos de idade. Seu interesse pela música começou em 1992, ao ver um amigo tocando os grandes hits do Raul Seixas no violão. Algum tempo depois ganhou de seu pai a primeira guitarra e passou a ter aulas com Vandré Nascimento. Em 1997, começou a ter aulas com Michel Leme e nessas aulas ela conheceu o jazz e a música instrumental. No mesmo ano, ela fez um curso de harmonia e improvisação com o saxofonista David Richard.
Em 1998, começou a tocar profissionalmente na banda de covers Sky Funky Band. Ainda em 1998 começou a dar aulas de guitarra na extinta escola Planet Guitar, após estudar com Mozart Mello.
Na Expo Music de 2002, conheceu Kiko Péres, ex-guitarrista da banda Natiruts, que convidou-a para participar de seu projeto instrumental. Em março de 2004, entrou para o Natiruts com side girl, através da indicação de Kiko Péres. No ano seguinte, Mônica participou do disco Nossa Missão e excursionou com o conjunto de reggae por todo o Brasil, além de se apresentar por Argentina, Cabo Verde, Chile, Estados Unidos, Porto Rico e Portugal.
Paralelo ao trabalho no Natiruts, formou a banda de rock Krepax, com o vocalista Dionisio Neto , a baixista Hagape Cakau e a baterista Nana Rizinni. Ainda em 2005, Krepax lança um EP homônimo com 3 faixas: "Sitcom", "Riollywood" e "Compaixão". E também um clipe da música "Sitcom".
Em 2006, participa da gravação do DVD ao vivo Natiruts Reggae Power, coletânea com os maiores sucessos da banda, a faixa título e inédita, foi uma das músicas mais tocadas no país em 2007. Ainda em 2007, Mônica disponibilizou na internet duas faixas de seu trabalho instrumental: "Free from me" e "Love Triangle". No ano seguinte, com o fim da banda Krepax, Mônica, Nana e Hagape, montaram outra banda, a Moxine. Com a banda lançou o EP Electric Kiss em 2009.
Ainda em 2009, participou do álbum Raçaman da banda Natiruts. Em 2012, gravou o DVD Natiruts Acústico no Rio de Janeiro no Mirante Santa Marta.

## Discografia

### Com Krepax
- Krepax (2005)

### Com Moxine
- Electric Kiss (2009)
- Hot December (2013)

### Com Natiruts
- Nossa Missão (2005)
- Raçaman (2009)
- Natiruts Reggae Power Ao Vivo (2006)
- Natiruts Acústico no Rio de Janeiro (2012)